# باس تايم بارادايس (أغنية)
باس تايم بارادايس هي أغنية من ألبوم 1976 أغاني في مفتاح الحياة للموسيقار الأمريكي الحائز على جائزة غرامي ستيفي وندر.
وتعد الأغنية أول أغنية تستخدم تقنية مزج الموسيقى (ياماها جي إكس 1) لتبدو وكأنها سلسلة كاملة.